# Trachyrrhopala pauroleuca
Trachyrrhopala pauroleuca är en fjärilsart som beskrevs av Edward Meyrick 1926. Trachyrrhopala pauroleuca ingår i släktet Trachyrrhopala och familjen äkta malar.
Artens utbredningsområde är Sarawak. Inga underarter finns listade i Catalogue of Life.